# Davidoff Swiss Indoors 2008
Davidoff Swiss Indoors 2008 — тенісний турнір, що проходив на кортах з твердим покриттям у місті Базель, Швейцарія з 20 жовтня . Належав до категорії International Series, був турніром серії Swiss Indoors 2008 року.

## Фінальна частина

### Одиночний розряд
Роджер Федерер —  Давід Налбандян 6–3, 6–4

### Парний розряд
Магеш Бгупаті /  Марк Ноулз (тенісист) —  Крістофер Кас /  Філіпп Кольшрайбер 6–3, 6–3